# 1155
1155 (MCLV) je bilo navadno leto, ki se je po julijanskem koledarju začelo na soboto.

## Dogodki

### Evropa

#### Frederik I. Barbarossa
- Nemški kralj Friderik I. Barbarossa nadaljuje z invazijo na Italijo, ki jo je začel konec prejšnjega leta. Osnovni cilj je pokoritev šibkega sicilskega kralja Vilijema I. ↓
- 13. februar: Večina severnoitalijanskih mest se mu preda, redka, ki vztrajajo, kot je Tortona, da porušiti do tal.↓
- 17. april: 
  - V stari langobardski prestolnici Pavii se da kronati z Železno krono za italijanskega kralja.
  - V Rimu priskoči na pomoč Hadrijanu IV. pri zatrtju Rimske komune in razpusti Senat.
  - Rimska kurija obsodi neformalnega voditelja komune Arnolda iz Brescie na smrtno kazen zaradi vodenja upora. Kazen za slednje je obešanje, ki je izvršeno junija.
- 18. junij: Papež Hadrijan IV. krona Frederika Barbarosso za rimsko-nemškega cesarja.
  - Po Rimu se razplamenti upor, žrtev je več kot tisoč.
  - Poletna vročina in bližajoča se jesen razplamtita upore v nemški armadi. Barbarossa se je prisiljen odpovedati prodoru na normanski jug Italije. Spotoma cesarja, ki se vrača proti severu, dohitijo bizantinski ambasadorji, predstavniki Manuela I. Komnena, ki je prav tako izkoristil šibkost italonormanskega kraljestva. ↓
- Spotoma nazaj na Bavarskem odstavi svojega zaveznika, vojvodo Henrika II. Babenberškega, kot kompenzacijo pa njegovo avstrijsko marko povzdigne v vojvodino. Da bi se pomiril z velfovci prepusti vojvodino Bavarsko saksonskemu vojvodi Henriku Levu.

#### Manuel I. Komnen
- Trenutno šibkost sicilskega kraljestva in mladega kralja Vilijema I., ki je poleg Sicilije podedoval še južno Italijo, izkoristi tudi bizantinski cesar Manuel I. Komnen. ↓
- Bizantinska flota ni ravno velika, je pa dobro založena z denarjem, ker računa na podporo protinormanskih upornikov. ↓
- Bizantinci bliskovito napredujejo v osvajanju južne Italije. Mesta Bari, Trani, Giovinazzo, Andria, Taranto in Brindisi se predajajo eno za drugim.
- Z Bizantinci pred vrati se v Rimu začenjajo pogajanja o zavezništvu in združitvi obeh cerkev, ki ju je ločila shizma leta 1054. Predlogi in pogajanja med papežem Hadrijanom IV. in cesarjem Manuelom I. so neuspešni zaradi razlik v razumevanju oblasti papeža in bizantinskega cesarja.
- V Ankoni Bizantinci vzpostavijo stalno bazo, iz katere nadzorujejo dogajanje tako na severu kot na jugu Italije.↓
- Ko je poide denar za najemnike, se je tudi položaj Bizantincev bistveno poslabša. Sicilski Normani začno pripravljati protiofenzivo. 1156 ↔
- 12. oktober - Genova dobi za uslužnost še dodatne trgovske privilegije v Konstantinoplu.

#### Ostalo po Evropi
- 6. februar - Po po smrti vseh kraljevih svetovalcev starega kralja Haralda IV. se za kraljestvo spopadejo sovladarji, bratje Haraldssoni: Sigurd, Ingo in Eystein. Prvi pod mečem Inga konča Sigurd. V naslednjih letih se razplamenti vojna med ostalima bratoma.
- 10. junij - Francoski kralj Ludvik VII. skliče koncil v Soissonsu, na katerem razglasi Božji mir (Pax Dei).
- Papež Hadrijan IV. podeli v papeški buli Laudabiliter angleškemu kralju Henriku II. pravico, da se polasti Irske in še tam uveljavi gregorijanske reforme.↓
- Henrik II. imenuje canterburyjskega nadškofa Tomaža Becketa za novega lorda kanclerja.
- V Pavii je dokončana bazilika Svetega Mihaela.
- Po smrti gruzijskega kralja Davida V., ki je leto dni poprej uzurpiral oblast od očeta Dimitrija I., si le-ta povrne oblast.
- Nabožno ikono Vladimirsko Bogorodico prenesejo iz Suzdala v Vladimir.
- Normandijski pesnik Wace spiše Roman o Brutu.
- Švedski kralj Erik IX. naj bi vodil križarsko vojno proti poganskim Fincem ter s tem Finsko postavil pod švedski kulturno-politični razvoj. Kakorkoli se je že to zgodilo, zgodovinski viri tega ne potrjujejo.

### Azija
- Umrlega japonskega cesarja Konoea nasledi 77. japonski cesar Go-Širakava. Njegovo vladavino zaznamuje postopen prehod na vladavino šogunata.

## Rojstva
- 28. februar - Henrik Mladi Kralj, angleški sokralj († 1183)
- 17. maj - Džien, japonski budistični menih, pesnik, zgodovinar († 1225)
- 11. november - Alfonz VIII., kralj Kastilije in Toleda († 1214)

Neznan datum
- Gervazij Tilburyjski, angleški pravnik, pisec († 1228)
- Herman I., deželni grof Turingije († 1217)
- Ivan Briennski, grof Brienna, jeruzalemski kralj, regent Latinskega cesarstva († 1237)
- Musašibo Benkei, japonski budistični menih in bojevnik († 1189)
- Niketas Honiates, bizantinski zgodovinar († 1215)
- Otokar I. Pšemisl, češki kralj († 1230)
- Šahab al-Din Suhravardi, perzijski filozof in mistik († 1191)
- VIlijem II., sicilski kralj († 1189)

## Smrti
- 6. februar - Sigurd II., norveški kralj (* 1133)
- 22. avgust - cesar Konoe, 76. japonski cesar (* 1139)

Neznan datum
- Arnold iz Brescie, italijanski pridigar in politični voditelj (* 1090)
- Eble II. de Ventadorn, okcitanski trubadur (* 1086)
- David V., gruzijski kralj
- Gruffudd ap Arthur, valižanski zgodovinar (* 1100)
- Qin Hui, kitajski kancler pod dinastijo Song (* 1090)
- Teodorik iz Chartresa, francoski filozof in teolog (* 1085)